# سول كاليبر
سول كاليبر (بالإنجليزية: Soulcalibur)‏ (باليابانية: ソウルキャリバ) هي سلسلة ألعاب قتال ثلاثية الأبعاد مستندة على الأسلحة. تم تطويرها بواسطة بروجكت سول وتم نشرها من قبل نامكو.

## ألعاب السلسة
ظهر الجزء الأول من سلسلة سول كاليبر سنة 1998 على أجهزة نامكو سيستم 12 ثم تم نقلها إلى جهاز دريم كاست. ثم تلته عدة أجزاء:
- سول كاليبر 2 : صدر في سنة 2002
- سول كاليبر 3 : صدر في سنة 2005
- سول كاليبر 4 : صدر في سنة 2008
- سول كاليبر 5 : صدر في سنة 2012